# Javier Almuzara
Javier Almuzara (Oviedo, 1969) es un poeta, escritor y melómano español.

## Biografía
Empezó a escribir muy joven. Desde finales de los años ochenta, frecuenta la tertulia literaria Óliver, dirigida por José Luis García Martín.
Imparte cursos y talleres acerca de literatura y música en Gijón, Ribera de Arriba o Mieres (Asturias). Pronuncia conferencias y da cursos especializados en la UNED, centros de enseñanza, museos y otros organismos culturales, públicos y privados. Su afición a la música comprende repertorio tanto instrumental como vocal, aunque se centra en la ópera. Es autor del libreto de Fuenteovejuna, ópera de Jorge Muñiz.
Su escritura es de línea clara y formación clásica. El estilo de Javier Almuzara «se caracteriza por la brevedad, la adjetivación insólita y precisa, los finales contundentes y el uso de la paradoja».
Su obra poética se ha incluido en diversas selecciones de la poesía y el aforismo contemporáneos. Fue codirector de la revista Reloj de Arena y ha colaborado habitualmente en Clarín: Revista de Nueva Literatura, El Cuaderno o Anáfora, entre otros medios.

## Obra

### Poemarios
- El sueño de una sombra. Gijón: Llibros del Pexe, 1990.
- Solo de lo perdido. Ajuntament de Mislata, 1993. Premio Mislata de Literatura Breve.
- Por la secreta escala. Sevilla: Renacimiento, 1994.
- Constantes vitales. Madrid: Visor, 2004. II Premio Emilio Alarcos de Poesía. El jurado estuvo compuesto por Ángel González, Jon Juaristi, Luis García Montero, María Victoria Atencia, José Luis García Martín y Josefina Martínez Álvarez.
- Caravana y desierto. Sevilla: Renacimiento, 2014. Serie de recreaciones líricas a partir de las rubayatas de Omar Jayam.
- Quede claro: Antología poética 1989-2013. Sevilla: Renacimiento, 2014. Con prólogo de Miguel d’Ors, incluye el poemario inédito Siempre y cuando.
- A la de tres. Sevilla: Renacimiento, 2017. Colección de haikus.
- Todos los besos son de despedida. Sevilla: Renacimiento, 2021.
- Esperanza de vida. Sevilla: Renacimiento, 2024.

### Otros géneros
- Letra y música. Xixón: Llibros del Pexe, 2001. Dietario que el autor describe como «un resumen de lo leído y lo vivido que intenta ponerle clara música de siempre a la borrosa letra de la cotidianidad».
- Títere con cabeza. Logroño: AMG, 2005. Prosa miscelánea. XII Premio Café Bretón.
- Catálogo de asombros. Gijón: Impronta, 2012. Ensayos.
- Fuenteovejuna. Sevilla: Espuela de Plata, 2018. Libreto de ópera.

### Guionista y libretista
Participó como contertulio y coguionista en el magazine cultural de la Televisión del Principado de Asturias (TPA) Contresentidos (dentro de la sección literaria «Café con libros»), entre 2006 y 2007.
Fue guionista de Manos a la ópera, programa divulgativo de la TPA, emitido entre 2015 y 2016, dirigido por Sonia Fidalgo y presentado por la soprano Ana Nebot.
La Fundación Ópera de Oviedo le encargó en 2014 una adaptación de Fuenteovejuna, obra teatral de Lope de Vega. Jorge Muñiz, catedrático en la Universidad de South Bend, compuso la música para este libreto dividido en tres actos, íntegramente en verso. La obra inauguró en el Teatro Campoamor la temporada de la Ópera de Oviedo 2018-2019 y se repuso a comienzos de la temporada 2022-2023 en el Auditorio de Tenerife.
Otros compositores que han puesto música a sus textos son Pablo Moras, Rubén Díez, Ángel Casado y Joaquín Pixán.
Ha participado como presentador en la ópera barroca Los elementos, de Antonio de Literes, y en conciertos didácticos organizados por el Ayuntamiento de Gijón.
Junto con Mercedes Polledo, y por encargo del Real Teatro de Retiro de Madrid, ha escrito versiones para cantar en castellano de los libretos de El barbero de Sevilla (en versión reducida) y El niño y los sortilegios, estrenadas respectivamente en 2023 y 2024. 